# 남원 용담사지 석조여래입상
남원 용담사지 석조여래입상(南原 龍潭寺址 石造如來立像)은 대한민국 전북특별자치도 남원시 주천면 용담리에 있으며 고려시대에 만들어진 높이 6미터에 이르는 석조여래입상이다. 1963년 1월 21일 대한민국의 보물 제42호 용담사지석불입상(龍潭寺址石佛立像)으로 지정되었다가, 2010년 8월 25일 현재의 명칭으로 변경되었다.
대좌는 타원형의 자연석으로, 그 위에 입상을 발 밑에 촉을 끼워 세운 것이다. 두부의 육계는 높으며, 얼굴이나 귀도 긴 편이나 안면 마멸이 심하여 상호는 분명치 않다. 목에는 형식적인 삼도가 새겨져 있어 시대적인 특징을 반영하고 있다. 측면은 편평하나, 귀의 처리는 뚜렷하다. 전면은 의문이 마멸되어 측면에서만 그 흔적을 엿볼 수 있는데, 의습문은 굵고 듬성듬성한 음각문이다. 광배는 불상과 일상으로 된 거신광으로서 상부 결실이 심하고, 외연을 따라 화염문이 있는 것 같지만 마멸되었다. 일부분만 남은 두부 후면의 원형 후광도 굵은 수법이나 세부 문양이 분명치 않다. 이 불상은 하나의 돌에 불신과 광배를 조각한 거구장신이며 광배, 대좌의 수법으로 보아 고려시대의 것으로 추정된다.

## 개요
용담사는 백제 성왕 때 창건되었다고 전해지는 사찰로, 전설에 의하면 용담천 깊은 물에 이무기가 살면서 온갖 행패를 부리자 이를 막기위해 신라말 도선국사가 절을 창건하여 용담사라 이름을 지으니, 그 뒤로는 이무기의 나쁜 행동이 없어졌다고 한다. 전설을 뒷받침하듯 절 안의 대웅전은 북쪽을 향하여 용담천 쪽을 바라보고 있다.
불상과 광배(光背)를 하나의 돌에 매우 도드라지게 새긴 거구의 석조여래입상으로 높이가 6m에 이른다. 정수리에 있는 상투 모양의 머리(육계)가 높고 큼직하며, 얼굴은 바위의 손상으로 분명하지는 않으나 힘차고 박력있는 표정임을 알 수 있다. 목에는 형식적으로 새긴 3줄 주름인 삼도(三道)가 있다. 몸은 어깨와 가슴이 떡 벌어져 있고, 다리는 돌기둥처럼 강인해 보인다. 부처의 몸 전체에서 나오는 빛을 형상화한 광배(光背)는 깨어진 곳이 많아 분명하지는 않지만 군데군데 불꽃무늬를 조각한 흔적이 남아있다. 불상이 서 있는 대좌(臺座)는 타원형으로 거대한 자연석을 그대로 이용하였다.
이 불상은 고려 초기에 유행한 거구의 불상계통을 따르고 있으며, 그 시대의 가장 우수한 작품으로 평가되고 있다.

## 같이 보기
- 남원 용담사 칠층석탑 (전라북도 유형문화재 제11호)

## 참고 자료
- 남원 용담사지 석조여래입상 - 국가유산청 국가유산포털
- 남원 용담사지 석조여래입상 보관됨 2014-05-17 - 웨이백 머신 - 남원시청 문화관광정보
- 이 문서에는 다음커뮤니케이션(현 카카오)에서 GFDL 또는 CC-SA 라이선스로 배포한 글로벌 세계대백과사전의 내용을 기초로 작성된 글이 포함되어 있습니다.